# ディノスTHEストア
『ディノスTHEストア』（ディノスザストア）は、フジテレビをはじめとするFNS系列及びFNS系列の置局のない地域におけるフジテレビと関係の深い他系列局、一部のCS放送局で放送されているテレビショッピング番組。
番組自体はフジテレビではなく、同子会社のディノスが制作している。
かつては『ディノスショッピングジャーナル 通販DJ』や『DJモノフェスタ』のタイトルで放送されていた。

## パーソナリティ
- 辻よしなり
  - 元テレビ朝日アナウンサー、埼玉県出身の人気タレント
- 松田健男
  - 「ショップチャンネル」にて「松田のオジサマ」として人気の高かった凄腕の紹介者。2009年11月2日死去。
- 橋本志穂
  - 元福岡放送アナウンサー
- 相川梨絵
  - 元フジテレビアナウンサー
- 黒田福美
  - 女優、2019年12月17日フジテレビ放送回からレギュラー
- 千堂あきほ
  - 女優　2019年12月17日フジテレビ放送回からレギュラー
- ユージ
  - タレント、ファッションモデル 2021年10月10日（11日深夜） -

## ナレーター
- 内海賢二→神谷明
- ゆきのさつき

## 放送局
- フジテレビ系列28社（クロスネット局のテレビ大分・テレビ宮崎を含む）
- 青森テレビ(TBS系列)
- 山梨放送(日本テレビ系列)
- テレビ山口(TBS系列。ただし開局から1987年9月末までは<TBS系列とのクロスネット局ではあったが>フジテレビ系列[1]だった）
- BSフジ
- ゴルフネットワーク
- ザ・ゴルフ・チャンネル
- J sports ESPN